# 巴黎第十区
巴黎第十区,也被称为仓库区(Arrondissement de l'Entrepôt)，是法国首都巴黎市的20个区之一。该区面积2.892 km²，位于塞纳河右岸，拥有巴黎6个主要火车站中的2个：北站（Gare du Nord）和东站（Gare de l'Est）。这2个火车站都建于19世纪，居于欧洲最繁忙的火车站之列。圣马丁运河也穿过该区，将巴黎的东北部与塞纳河联系起来。

## 人口

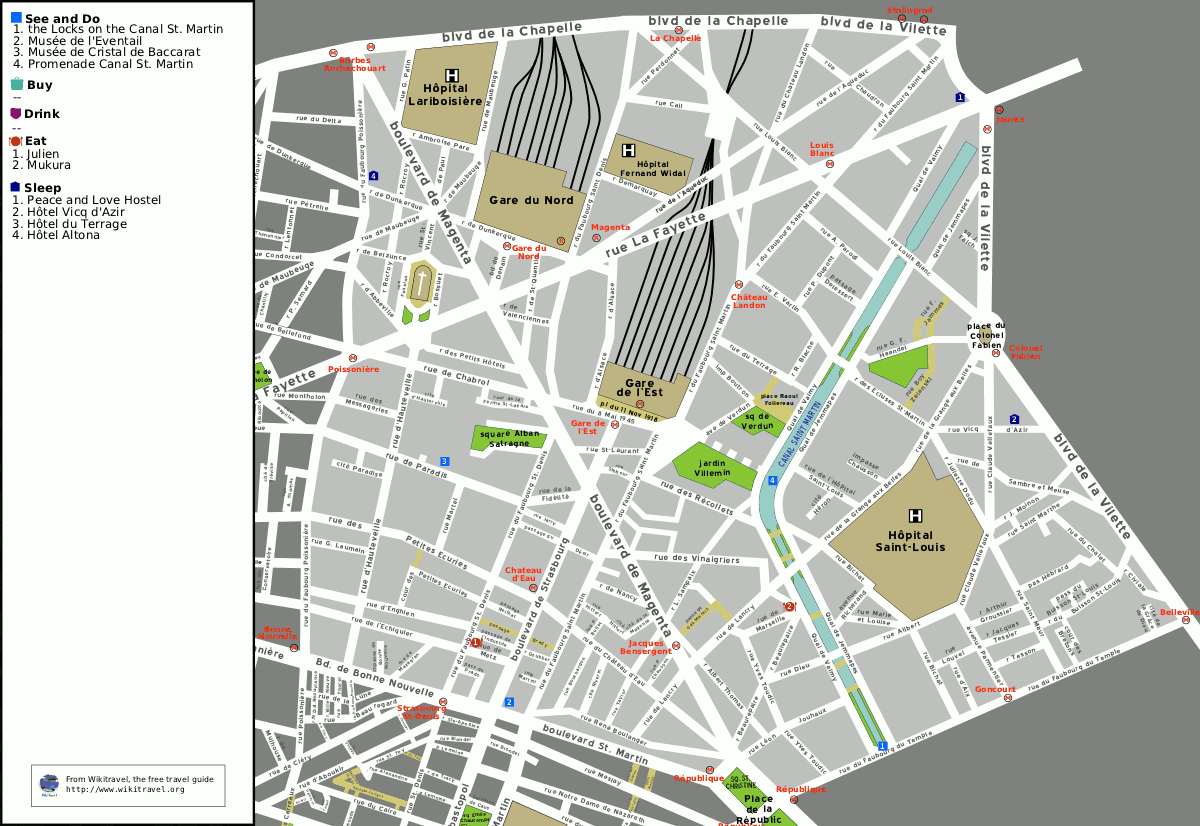
巴黎第十区地图

该区的人口峰值出现于1881年，有159,809人。今天，该区的人口和商业活动仍很密集，1999年有89,612居民，和71,962个工作岗位。

### 历史上的人口
| 年份                | 人口    | 密度 （人/km²） |
| ------------------- | ------- | --------------- |
| 1872年              | 135,392 | 46,848          |
| 1881年 （人口峰值） | 159,809 | 55,259          |
| 1954年              | 129,179 | 44,699          |
| 1962年              | 124,497 | 43,049          |
| 1968年              | 113,372 | 39,202          |
| 1975年              | 94,046  | 32,519          |
| 1982年              | 86,970  | 30,073          |
| 1990年              | 90,083  | 31,149          |
| 1999年              | 89,612  | 30,986          |
| 2005年              | 88,800  | 30,705          |

## 名胜

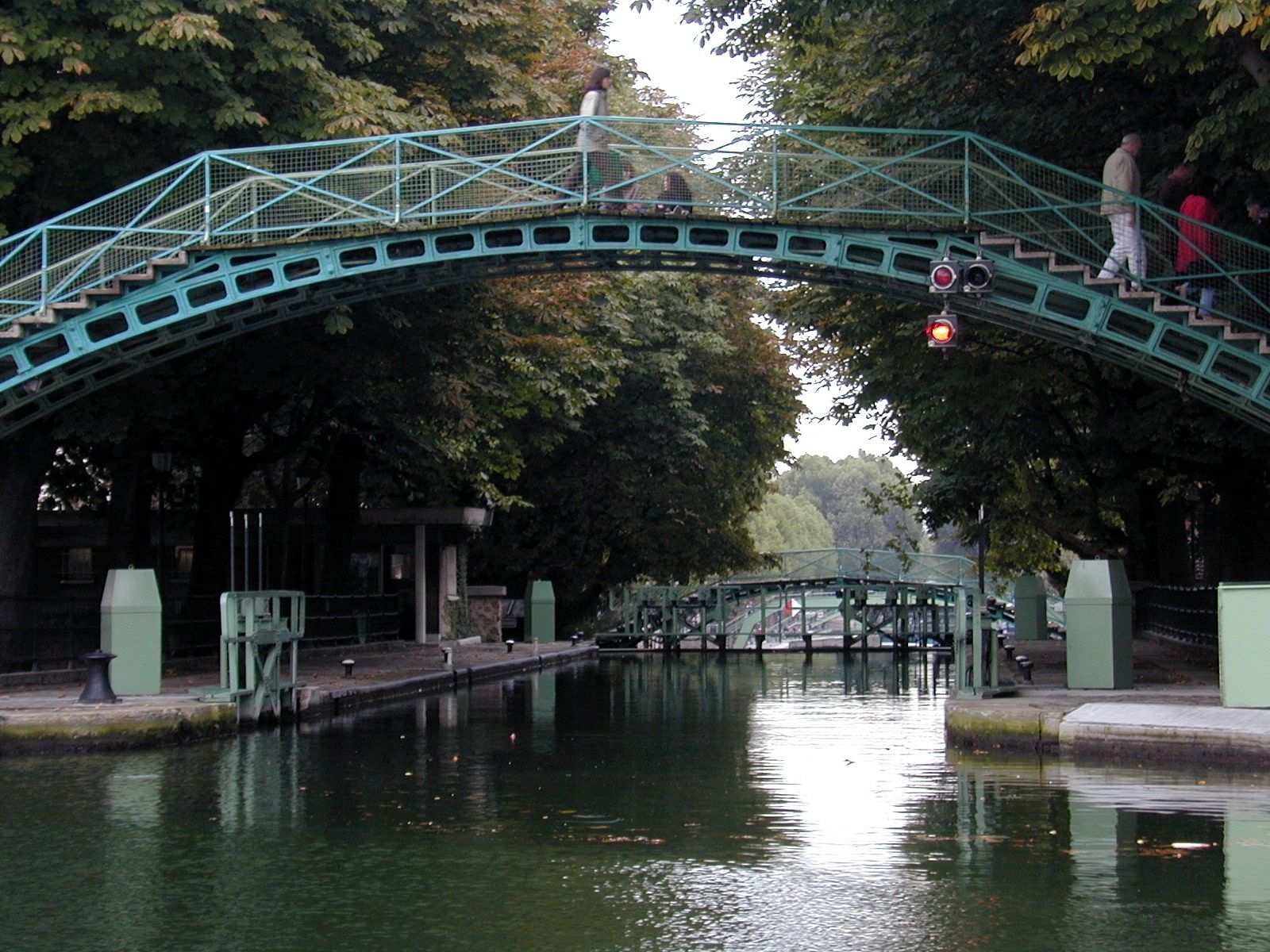
圣马丁运河

- 圣马丁运河（canal Saint-Martin）
- 巴黎东站（gare de l'Est）
- 巴黎北站（gare du Nord）
- 布雷迪廊街（passage Brady）
- 普拉多廊街（passage du Prado）
- 圣德尼门（porte Saint-Denis）
- 圣马丁门（porte Saint-Martin）
- 圣樊尚-德保罗教堂（Saint-Vincent-de-Paul）
- 圣罗兰教堂（Saint-Laurent）

## 街道与广场
- 共和国广场（Place de la République）
- 马真塔大道（Boulevard de Magenta）
- 夏贝尔大道（Boulevard de la Chapelle）
- Rue du Faubourg-Poissonnière
- 法比安上校广场（Place du Colonel-Fabien）
- 斯特拉斯堡大道（Boulevard de Strasbourg）
- 圣殿市郊路（Rue du Faubourg-du-Temple）
- Rue Claude-Vellefaux
- Rue des Petites Ecuries